# 中渓宏一
中渓 宏一（なかたに こういち、1971年11月2日 - ）は、環境活動家。地球を歩く、木を植えるSEED MAN。

## 人物
- 米シアトル出身。湘南高校卒業後、1994年青山学院大学経営学部を卒業し、三菱商事に入社する。2000年９月、サラリーマンを辞めて放浪の旅に出る。
- 北米、インド、ネパール、ザンビア、イビザ島、オランダ、フランス、カナリア諸島、スペイン、ドイツ、メキシコ、キューバ、ドミニカ共和国、ベネズエラ、ブラジル、ボリビア、ペルー、アルゼンチン、南アフリカと旅をして、南アフリカで地球を歩いて木を植える男、アースウォーカーに出会う。ジンバブエ、ザンビアを一緒に歩き、2004年6月に帰国、アースウォーカーと共に富士山から長崎、沖縄諸島を歩いて木を植える。
- 2006年1月1日に日本最西端の与那国島を出発、4月22日のアースデイ東京2006の会場、代々木公園を目指して歩き、木を植えた。
- 2006年7月、北海道の宗谷岬を出発、2007年のアースデイ東京の会場、代々木公園を目指して歩き、木を植えた。
- 2008年2月、小樽で自宅出産。長男誕生。
- 2009年、Celebration Earth Walkと称して北海道から沖縄まで、家族、仲間と共に半年間の日本縦断、歩いて木を植える旅を実施。2600ｋｍを歩き、約80箇所で390本の木を植えた。
- 2009年5月、エイ出版社より「地球を歩く、木を植える」を出版。
- 2010年夏、第二子誕生予定。
- 鎌倉で育つ。海好き。水好き。温泉好き。

## 著書
- 『地球を歩く木を植える』　エイ出版社、2009年

## ラジオ
- KAI presents EARTH RADIO（InterFM、2010年4月24日 - ）伊勢谷友介とともにパーソナリティ